# La vall del riu vermell
La vall del riu vermell és l'adaptació al català de la cançó espiritual negra de títol original en anglès Red River Valley.
La tradició l'ha convertit en una cançó de comiat molt emotiva, que sovint es fa servir en els funerals.
La lletra, adaptació de Joan Soler i Amigó, presenta tres estrofes:
Red River Valley és una cançó tradicional folk cantada sovint pel grup de músics/cowboys Els Fills dels Pioners (Sons of the Pioneers). Es creu de forma prou estesa que es tracta d'una adaptació feta a Texas d'una popular cançó americana de l'any 1896, «In the Bright Mohawk Valley»; tanmateix les darreres investigacions han trobat que ja era coneguda almenys a cinc províncies canadenques abans d'aquesta data. Aquesta troballa ha conduït a especular que va ser composta en temps de l'expedició de Wolseley al Red River Valley nord, a Manitoba, i descriu la tristesa d'una noia quan el seu estimat es prepara per tornar a Ontario.
La cançó i sobretot la tonada ha estat emprada a molts films. És especialment recordada a la pel·lícula de John Ford El raïm de la ira on la història d'uns desplaçats d'Oklahoma fa que s'associi al Red River del sud, a la conca del Mississipi. Bill Haley & His Comets en van fer una versió a finals de la dècada del 1940.
Johnny and the Hurricanes en van gravar una adaptació rock l'any 1959, «Red River Rock» que va ser un veritable èxit a les llistes dels Estats Units i Regne Unit (Top 10 hit). Una actualització versionada pel grup britànic Silicon Teens forma part de la banda sonora del film de l'any 1987 Planes, Trains & Automobiles. Johnny Cash va escriure i interpretar una versió humorística titulada «Please Don't Play Red River Valley» al seu àlbum de l'any 1966 Everybody Loves a Nut.
La tonada també ha estat adaptada per commemorar el Batalló Lincoln, que va lluitar en la batalla del Jarama en favor del bàndol republicà durant la Guerra Civil espanyola. El Club de fans del Liverpool Football Club canta una cançó basada en aquesta tonada, anomenada Poor Scouser Tommy.